# نمایش تبلیغاتی

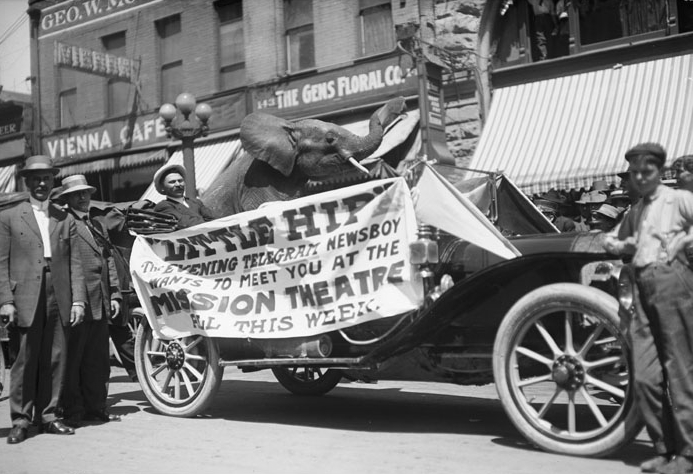
نمایش تبلیغاتی در سالت لیک سیتی، ۱۹۱۰: فیل «هیپ کوچک»، روزنامه و تئاتر تبلیغاتی.

نمایش تبلیغاتی یا رویداد تبلیغاتی (به انگلیسی: publicity stunt) یک رویداد برنامه‌ریزی شده برای جلب توجه مردم به برگزارکنندگان این رویداد یا هدف آن‌ها است. نمایشهای تبلیغاتی ممکن است توسط افراد حرفه‌ای یا تازه‌کار تنظیم شوند. اغلب تبلیغ‌کنندگان و افراد مشهور از چنین رویدادهایی استفاده می‌کنند.
سازمان‌ها گاهی با برگزاری رویدادهایی که پوشش رسانه‌ای را به خود جلب می‌کنند، به دنبال تبلیغات هستند. این نمایش‌ها می‌توانند به شکل یک مراسم کلنگ‌زنی یا افتتاحیه، تلاش برای ثبت جهانی، وقف، کنفرانس مطبوعاتی یا اعتراضات سازمان یافته باشند. با برپایی و مدیریت رویداد، سازمان تلاش می‌کند تا کنترلی بر آنچه در رسانه‌ها گزارش می‌شود به دست آورد. همچنین ممکن است به‌طور گسترده از بازاریابی تأثیرگذار یا ربات‌های اجتماعی برای افزایش حداکثری اطلاع‌رسانی عمومی در مورد نمایش پیش رو در فضای شبکه‌های اجتماعی نیز استفاده شود.
نمایش‌های تبلیغاتی تبلیغاتی موفق ارزش خبری دارند، فرصت‌های ارزشمندی برای انتشار عکس، ویدیو و صدا ارائه می‌دهند و عمدتاً با هدف تحت پوشش قرار گرفتن از طرف اخبار و رسانه ترتیب داده می‌شوند.
برای سازمان‌ها ممکن است طراحی نمایش‌های تبلیغاتی موفقی که پیام را به مخاطب برساند و در میان حجم اطلاعات مدفون نشود، دشوار باشد. برای مثال، منطقی است که یک شرکت پیتزا بزرگ‌ترین پیتزای جهان را بپزد، اما منطقی نیست که YMCA همان رویداد را حمایت کند. اهمیت نمایش‌های تبلیغاتی برای ایجاد علاقه خبری و ایجاد آگاهی از مفهوم، محصول، برند یا خدماتی است که قرار است به بازار عرضه شود.